# 김민 (1973년)
김민(1973년 6월 8일 ~ )은 대한민국의 배우이다.
- 서울상도초등학교 4학년 때 미국으로 이민을 갔으며 샌타모니카 대학교 극장예술학과 학사 출신이다.
- KBS 프로그램 《연예가중계》의 리포터로 데뷔하였고 텔레비전 드라마, 영화 등을 통해 활동하였다.

## 학력
- 서울상도국민학교 ( 4학년전학 1984년) 미국이민
- 웨스트우드초등학교 (졸업 1986년)
- 에머슨 중학교 (졸업 1989년)
- LA 유니버시티 고등학교 (졸업 1992년)
- 산타모니카컬리지 극장예술학과 (졸업 1997년)

## 출연 작품

### 드라마
- 《초대》 (1999년) - 장미연 역
- 《여비서》 (2000년)
- 《태양은 가득히》 (2000년) - 서가흔 역
- 《수호천사》 (2001년) - 홍지수 역
- 《러브스토리 인 하버드》 (2004년) - 유진아 역
- 《사랑찬가》 (2005년) - 홍수정 역

### 영화
- 《정사》 (1998년) - 지현 역
- 《연풍연가》 (1999년) - 서은미 역 (우정 출연)
- 《구멍》 (2000년) - 선영 역
- 《엑시덴탈 스파이》 (2000년)
- 《고》 (2001년) - 나오미 역 (특별 출연)
- 《울랄라 씨스터즈》 (2002년) - 나혜영 역

### 광고
- SK텔링크 국제전화 00700 (1999년)
- 뉴죤패션몰 (2000년)
- 이넬화장품 입큰 마이크론베이스 (2000년)
- 롯데칠성음료 칠성사이다 (2001년)
- 롯데제과 제크 (2001년)
- 신영와코루 비너스 슈브라 (2001년)
- 신영와코루 비너스 바람의 언덕 (2002년)